# 扎根
《扎根》是一部描述马来西亚华人文化的纪录片，Astro AEC于2007年为欢庆马来西亚独立50周年特别呈现，也是椰楼映画国际影视制作公司的第一部重要作品。
《扎根》摄制队从马来半岛东海岸的吉兰丹河开始拍摄，续而南下槟城，穿越吉隆坡和马六甲三大历史名城，抵达最南端的柔佛新山，并远赴中国福建省及广东省，记录华人从中国南来马来西亚，在本土扎根並跟本土多元文化交融、承传、流变和发扬的故事。

## 纲要
《扎根》系列分为四个部分共13集故事，叙述华人从数百年前到今天，在马来西亚扎根的艰辛历程，在相知相惜的过程中，与友族共同建立一个繁荣昌盛和谐共处的多元社会，成就举国欢庆独立50周年的马来西亚。
第一部分第一集〈我们的故事〉是整个《扎根》系列的绪论和导读，叙述从600年前马六甲王朝至今，华人文化在大马民间的承传和演变。
第二部分〈交融篇〉共有五集，叙述百年华人如何跟马来人、印度人和暹罗人文化交融的故事。第二集〈丹河的儿女〉记录吉兰丹河畔华人皮影戏大师嫁女儿的故事，探讨吉兰丹土生华人如何将马来、暹罗及中华文化自然地融合起来；第三集〈双城婚事〉将吉兰丹土生华人婚礼与吉隆坡城市华人婚礼进行对比，比较主流华人与边缘华人在传统婚嫁礼俗的坚持和流变；第四集〈苦行大宝森〉深入拍摄3位槟城华人青年于大宝森节以苦行方式，参与印度教神祇穆鲁根的还愿游行，探讨华人与印度宗教信仰的交融；第五集〈岜岜老屋里的春天〉记录马六甲峇峇过新年，呈现华巫交融产生峇峇文化的影像遗产；第六集〈高脚屋上的农历年〉记录东海岸的华人村庄，住在马来高脚屋的房子，穿着纱笼吃马来餐的华人，准备以华人习俗庆祝农历新年。
第三部分〈承传篇〉共有四集，叙述新客华人成为主流华人后所秉承的传统文化。第七集〈天公大过年〉记录北马福建人的民间信仰，他们最重要的节日是正月初九的天公诞；第八集〈大伯公请火〉记录北马华人于元宵节，涌到槟城海珠屿大伯公庙前，聆听庙内测国运的神秘仪式；第九集及第十集〈神与人的嘉年华I、II〉是关于柔佛新山华人的庆典，五帮华人方言群在柔佛古庙迎请众神游行。
第四部分〈发扬篇〉共有三集，叙述21世纪马来西亚华人在文化上的革新和创变，展现大马华人在民间文化上的杰出成就和骄傲。第十一集〈生命在鼓动〉记录马来西亚华人原创的二十四节令鼓，通过专业鼓队“手集团”的公演过程，探讨这门艺术如何诞生并走向专业；第十二集〈回到狮王的故乡〉叙述马来西亚的狮艺成就，记录狮王萧斐弘师傅率领百位弟子，回到中国广东省鹤山沙坪丰塘村，拜祭沙坪吕派狮艺师祖吕新尧的过程；第十三集〈狮王是怎样炼成的〉记录20届世界冠军的麻坡关圣宫龙狮团，如何名扬天下成为“南狮王”的故事。

## 奖项
- 2007《扎根》荣获第6届马来西亚奥斯卡（Anugerah Oskar 2007）最佳纪录片导演奖。